# Arctosa lutetiana
Arctosa lutetiana este o specie de păianjeni din genul Arctosa, familia Lycosidae. A fost descrisă pentru prima dată de Simon, 1876. Conform Catalogue of Life specia Arctosa lutetiana nu are subspecii cunoscute.